# Widoro (Gandusari)
Widoro is een bestuurslaag in het regentschap Trenggalek van de provincie Oost-Java, Indonesië. Widoro telt 2790 inwoners (volkstelling 2010).